# Franklin Salas
Franklin Salas, (n. Los Bancos, Pichincha, Ecuador; 30 de agosto de 1981) es un exfutbolista ecuatoriano que se desempeñaba como delantero. Actualmente se encuentra sin equipo.

## Trayectoria
Salas destacó desde muy temprana edad en todas las categorías juveniles, por su rapidez y técnica. Lo apodaron “El Mago” debido a la destreza con la que manejaba el balón y a la visión de juego que poseía
Debutó en el año 2000 con el club Liga Deportiva Universitaria en un partido contra Deportivo Cali en la Casa Blanca. 
"Siempre he sido hincha de Liga, porque he estado desde los 12 años en esta linda institución, así que la camiseta de Liga Deportiva Universitaria ya está pegada en mi cuerpo y en mi corazón. Soy feliz vistiendo de blanco cada fin de semana".  [cita requerida]
En el 2006 estuvo a punto de firmar con en el PSV de Países Bajos[cita requerida] sin embargo se frustró la transferencia por desacuerdos económicos. Años atrás sucedió lo mismo con el Club Atlético River Plate de la Argentina. En mayo del 2007, fue transferido al Estrella Roja de Belgrado donde debutó el 11 de agosto. En enero de 2008 y regresó a Liga Deportiva Universitaria, después de pasar una temporada en Serbia marcada por buenas actuaciones y también por lesiones que no permitieron su consagración.
Después de haber disputado una serie de partidos en Copa Libertadores y Copa Sudamericana en donde siempre destacó como figura indiscutible y titular. Salas juega la Copa Libertadores 2008 como alternante, siendo el partido contra el América de México en Casa Blanca, su mejor encuentro. Ese partido marcó el retorno del fútbol vistoso de Franklin y encaminó a Liga Deportiva Universitaria hacia la final de la Copa Libertadores 2008. Ya en la gran final "El Mago" anotó uno de los 5 penales que llevaron a Liga Deportiva Universitaria a conseguir su primer título continental.
En 2009 Salas anotó un gol en la final de la Copa Sudamericana contra el Fluminense en una goleada 5 a 1 que le permitió al equipo "albo" ganar dicha copa.
En 2011 decidió probar suerte en Estados Unidos pero no tuvo suerte en ningún equipo. En el mes de febrero de 2011, fue cedido al Imbabura Sporting Club. En el mes de agosto de 2011 pasó al club Godoy Cruz de Mendoza, Argentina.
El 30 de enero de 2013 fue presentado como nueva contratación del Centro Deportivo Olmedo de la Serie B de Ecuador por dos temporadas.

### Como entrenador
En el año 2019 adquiere el título como entrenador y pasa a formar parte de los asistentes técnicos de Liga Deportiva Universitaria que era dirigido por Pablo Repetto, en ese período consigue 3 títulos Serie A de Ecuador, Copa Ecuador y Supercopa de Ecuador, gracias a sus aportes en el 2020 es contratado por Chacaritas Fútbol Club como primer entrenador.

### Chacaritas Fútbol Club
En el 2020 asume el cargo como entrenador para jugar la Serie B de Ecuador.

## Selección nacional
Con la selección juvenil de Ecuador jugó en el  Mundial de la categoría Sub-20 en Argentina, en el Preolímpico Sub-23. Con la Selección de Ecuador jugó  la Copa América 2004 y las eliminatorias para la Copa del Mundo Alemania 2006. Una lesión en la rodilla lo dejó fuera del Mundial 2006 en Alemania.

### Categorías inferiores

#### Participaciones en Copas del Mundo Juveniles
| Torneo                      | Sede      | Resultado        | PJ | GA | Asis |
| --------------------------- | --------- | ---------------- | -- | -- | ---- |
| Copa Mundial Sub-20 de 2001 | Argentina | Octavos de final | 3  | 0  | 1    |

### Selección absoluta

#### Participaciones enEliminatorias al Mundial
| Eliminatoria                           | Sede del Mundial | Posición      | Resultado   | PJ | GA | Asis |
| -------------------------------------- | ---------------- | ------------- | ----------- | -- | -- | ---- |
| Eliminatorias Mundial de Alemania 2006 | Alemania         | 3°lugar 28pts | Clasificado | 11 | 1  | 1    |

#### Participaciones enCopas América
| Torneo            | Sede | Resultado      | PJ | GA | Asis |
| ----------------- | ---- | -------------- | -- | -- | ---- |
| Copa América 2004 | Perú | Fase de grupos | 3  | 1  | 0    |

## Clubes

### Como jugador
| Club             | País      | Año         |
| ---------------- | --------- | ----------- |
| Liga de Quito    | Ecuador   | 2000-2006   |
| FK Estrella Roja | Serbia    | 2007        |
| Liga de Quito    | Ecuador   | 2007-2010   |
| Imbabura SC      | Ecuador   | 2011        |
| CD Godoy Cruz    | Argentina | 2011        |
| Liga de Loja     | Ecuador   | 2012        |
| CD Olmedo        | Ecuador   | 2013 - 2014 |
| Deportivo Quito  | Ecuador   | 2015        |

### Como asistente técnico
| Club          | País    | Año       |
| ------------- | ------- | --------- |
| Liga de Quito | Ecuador | 2019-2020 |

### Como entrenador
| Club                   | País    | Año       |
| ---------------------- | ------- | --------- |
| Chacaritas Fútbol Club | Ecuador | 2020-2021 |

## Palmarés

### Campeonatos nacionales
| Título              | Club                      | País    | Año           |
| ------------------- | ------------------------- | ------- | ------------- |
| Serie B de Ecuador  | Liga de Quito             | Ecuador | 2001          |
| Serie A de Ecuador  | Liga de Quito             | Ecuador | 2003          |
| Serie A de Ecuador  | Liga de Quito             | Ecuador | 2005 Apertura |
| Superliga de Serbia | Estrella Roja de Belgrado | Serbia  | 2007          |
| Serie A de Ecuador  | Liga de Quito             | Ecuador | 2007          |
| Serie B de Ecuador  | C.D. Olmedo               | Ecuador | 2013          |

### Campeonatos internacionales
| Título              | Club          | Sede           | Año  |
| ------------------- | ------------- | -------------- | ---- |
| Copa Libertadores   | Liga de Quito | Río de Janeiro | 2008 |
| Recopa Sudamericana | Liga de Quito | Quito          | 2009 |
| Copa Sudamericana   | Liga de Quito | Río de Janeiro | 2009 |

### Como asistente técnico
| Título               | Club          | País    | Año     |
| -------------------- | ------------- | ------- | ------- |
| Serie A de Ecuador   | Liga de Quito | Ecuador | 2018    |
| Copa Ecuador         | Liga de Quito | Ecuador | 2018-19 |
| Supercopa de Ecuador | Liga de Quito | Ecuador | 2020    |